# Pétroglyphes de Portela da Laxe
Les pétroglyphes de Portela da Laxe sont un ensemble de gravures rupestres datant de l'âge du bronze (environ 3 000 ans) situés sur le territoire de la commune de Cerdedo-Cotobade dans la communauté autonome de Galice en Espagne.
Ils ont été classés Bien d'intérêt culturel en 2011.

## Historique
Les pétroglyphes étaient connus depuis l'Antiquité et ont fait l'objet d'un article dans le Corpus Petroglyphorum Gallaeciae par Ramón Sobrino Buhigas (es) en 1935. Ce site archéologique comprenait six groupes de gravures rupestres, mais quatre d'entre eux ont été détruits à la fin du XXe siècle lors de travaux  d'agrandissement le la route N-541 reliant Pontevedra à Ourense.
- Groupe I : Il s'agit de rochers situés près du sol et s'étendant dans une direction nord-ouest-sud-est. Ils présentent des motifs de typologie très diverse : combinaisons circulaires, cercles simples, fossettes, carrés, svastikas, soleil,...
- Groupe II : combinaisons circulaires....

## Galerie

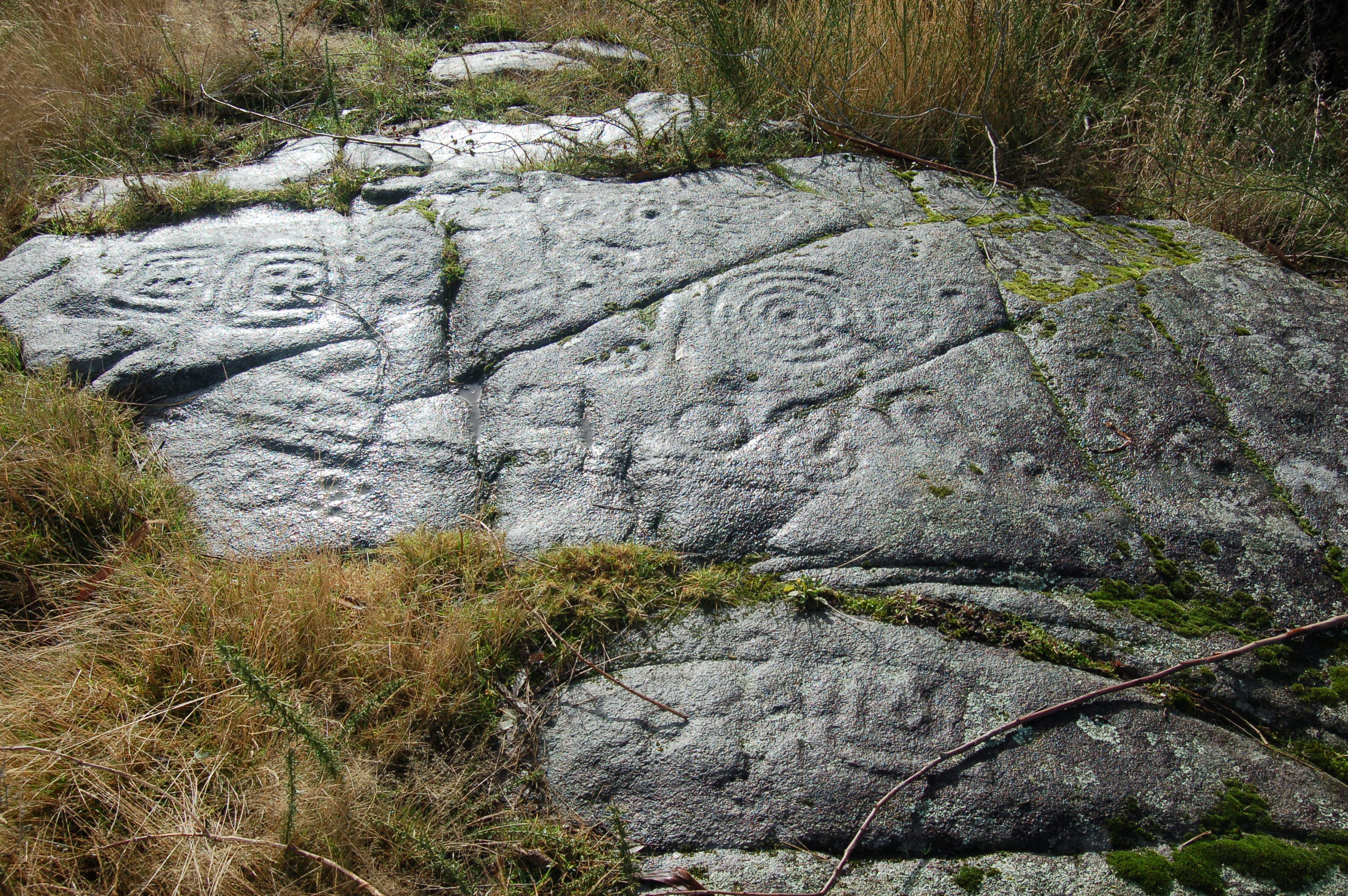